# عهد أخت الشيطان الجديد
عهد أخت الشيطان الجديد (بالإنجليزية: The Testament of Sister New Devil)‏ هي رواية خفيفة يابانية من تأليف تيتسوتو أويسو ورسم نيكوسوكي أوكوما، نشرت في 2012 بواسطة كادوكاوا شوتين. اقتبست إلى مانغا في عام 2013 ونشرت في مجلة شونن إيس. واقتبست إلى مانغا ثانية عام 2014 ونشرت في مجلة يونغ انيمل أراشي بواسطة هاكسينشا. واقتبست إلى مسلسل أنمي عرض عام 2015.